# Pablo Ibáñez
Pablo Ibáñez Tébar (ur. 3 sierpnia 1981 w Madrigueras) – hiszpański piłkarz występujący na pozycji środkowego obrońcy.

## Kariera klubowa
Pablo Ibáñez jest wychowankiem Albacete Balompié, z którym w 2003 awansował do Primera División. 30 sierpnia 2003 zadebiutował w pierwszej lidze w meczu z CA Osasuna. W sezonie 2003/2004 zdobył 1 bramkę w 37 ligowych meczach. W 2004 przeniósł się do Atlético Madryt, dla którego w ostatnim sezonie (2005/2006) zdobył 3 bramki w 35 meczach.

## Kariera reprezentacyjna
Ibáñez zadebiutował w reprezentacji Hiszpanii 17 listopada 2004 w towarzyskim meczu z Anglią (1:0). W 2006 wystąpił na Mistrzostwach Świata w Niemczech, gdzie był podstawowym obrońcą swojej drużyny i rozegrał trzy pełne mecze (dwa w fazie grupowej i w 1/8 finału z Francją – 1:3). Do tej pory Ibáñez rozegrał w drużynie narodowej 23 spotkania.